# Giovanni Antonio Orsini del Balzo
Giovanni Antonio (Giannantonio) Orsini del Balzo (né à Lecce le 9 septembre 1401 et mort au château d'Altamura le 15 novembre 1463) est un noble et chef militaire du sud de l'Italie ;  prince de Tarente, duc de Bari, comte de Lecce, d'Acerra, de Soleto et de Conversano, ainsi que comte de Matera (1433-1463) et d'Ugento (1453-1463).

## Biographie
Né à Lecce, il est le fils de Raimondo Orsini del Balzo (des Ursins des Baux), prince de Tarente, et de Marie d'Enghien, héritière de la branche principale de Brienne. À la mort de son père, il a un an, et sa mère épouse le roi Ladislas de Naples, qui acquiert tous les biens de la famille (1407).
En 1417, Giannantonio épouse Anna Colonna la nièce du pape Martin V, fille du prince d'Amalfi. Après le renoncement de Jacques II, le 4 mai 1421 il reçoit de la reine Jeanne II de Naples la Principauté de Tarente. Cet acte fait de lui le seigneur baronnial le plus puissant du royaume de Naples, avec des terres comprenant 7 archevêchés, 30 évêchés, 300 châteaux, et s'étendant de Salerne à Tarente.
Giannantonio est un membre influent de la cour napolitaine et soutient Jeanne et Alphonse V d'Aragon lors de la guerre civile contre Jean II d'Anjou. Quand Alphonse devient roi de Naples, Giannantonio augmente son pouvoir avec les titres de grand connétable et de duc de Bari.
À la mort d'Alphonse, il se retire à Tarente pour diriger un groupe de barons en faveur de Jean II contre le fils du premier, Ferdinand Ier. Après plusieurs faits de guerre, Giannantonio et son camp sont vaincus, mais il réussit à se réconcilier avec le roi aragonais. 
Il meurt au château d'Altamura en 1463, étranglé par un certain Paolo Tricarico, probablement un tueur royal. Le roi Ferdinand confisque la plupart de ses terres. Sa nièce Isabelle, l'héritière légitime des terres de Giannantonio, meurt peu après en 1465 laissant comme héritier son fils aîné, le futur Alphonse II de Naples.

## Enfants illégitimes
- Caterina, comtesse de Conversano, Signora di Casamassima e Turi. Mariée à Giuliantonio Acquaviva d'Aragona, 7e duc d'Atri, 1456.
- Maria Conquesta (morte après 1487), comtesse d'Ugento, Signora di Nardò e Castro à partir de 1463. Mariée à Angilberto Del Balzo, comte de Tricase et 1er duc de Nardo vers 1463.
- Margherita, épouse d' Antonio Centelles, comte de Catanzaro et justicier de Calabre.
- Francesca, épouse de Jacopo Sanseverino, comte de Saponara.
- Bertoldo (mort après 1488), baron de Salice.. Comte de Lecce 1463-1464.
- Une autre fille illégitime (nom inconnu), épousa Giacomo di Sanseverino, comte de Mileto. Apparemment, ce mariage n'a donné aucun enfant.